# Luciano I di Monaco
Luciano I di Monaco (Monaco, 1487 – Monaco, 22 agosto 1523) divenne Signore di Monaco l'11 ottobre 1505, dopo aver assassinato il suo predecessore e fratello, Giovanni II, mantenendo il governo sino alla propria morte.

## Biografia

### Infanzia
Luciano era il terzo figlio di Lamberto (1420-1494), Signore di Monaco, e di Claudina (1451-1515). Suo fratello maggiore Luigi venne escluso dalla successione perché insano di mente e Luciano da quel momento pensò a come ottenere il potere a Monaco.

### Ascesa

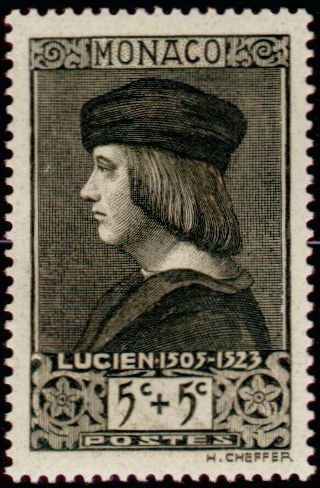
Luciano Grimaldi in un francobollo

Alla morte di suo padre nel 1494, il trono era infatti passato come da statuto a suo fratello maggiore Giovanni II che, nella notte tra il 10 e l'11 ottobre 1505, venne accoltellato da suo fratello Luciano durante una disputa. Il fatto, gravissimo, venne comunque riconosciuto dal Duca di Savoia (suo protettore) quale atto di legittima difesa e come tale, il 13 marzo 1506, fu egli il primo sovrano a riconoscere ufficialmente Luciano Grimaldi quale nuovo Signore di Monaco. A questo riconoscimento si oppose il re di Francia Luigi XII, il quale era stato il protettore di Giovanni II. Dato però lo stato delle cose, Luigi XII si risolse infine ad accettare l'accaduto ed a cercare piuttosto di accattivarsi i favori del successore Luciano, nominandolo nel 1506 suo ciambellano.

### Matrimonio
Il 25 settembre 1514, Luciano sposò Jeanne de Pontevès-Cabanes, dalla quale ebbe cinque figli.

### Signore di Monaco

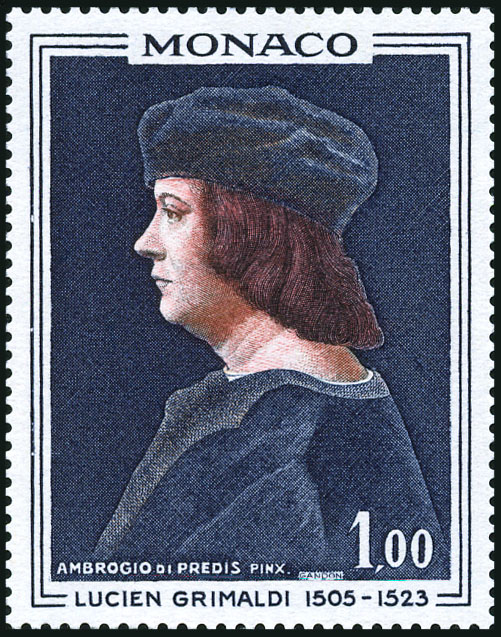
Luciano, signore di Monaco

Assunta ufficialmente la signoria, Luciano stava accogliendo molti rifugiati genovesi a Monaco, dopo che Genova si era liberata del predominio francese, il che spingerà poi nel dicembre del 1506 14.000 uomini della Repubblica di Genova ad assediare Monaco ed il suo castello. L'asilo dato agli esuli genovesi era solo un pretesto per attaccare Monaco; infatti, come dichiarò ufficialmente il doge Paolo di Novi, il vero obbiettivo era riprendere il possesso di Monaco ed annetterlo ai territori della Repubblica. Il blocco durò per cinque mesi, sin quando Luciano non fu in grado di battere definitivamente i propri nemici nella battaglia del 19 marzo 1507 quando, avvalendosi anche dell'appoggio di Francia e Spagna, riuscì ad espellere i 12.000 soldati genovesi con soli 600 uomini a sua disposizione. Il prezzo da pagare fu la quasi completa distruzione della fortezza di Monaco e la devastazione del porto.
Dopo lo scontro, Luigi XII con un pretesto tentò di acquisire Monaco, facendo incarcerare Luciano e ponendo suo fratello Agostino Grimaldi, vescovo di Grasse, a direzione della signoria. Luigi XII aveva imposto un riscatto di 166.000 ducati per la liberazione di Luciano I, ma Agostino evitò di scendere a compromessi col re di Francia, in quanto intuiva che questi avrebbe fatto di tutto per poter prendere il controllo di Monaco. Nel maggio del 1508 Luciano ottenne di essere liberato dal duca di Milano col pagamento di una cauzione di 4000 ducati. Dopo quest'ennesima sconfitta diplomatica, Luigi XII si rese conto che era per lui più proficuo cercare di attirare alla propria causa Luciano Grimaldi e sottoscrisse con lui un'alleanza, oltre a concedergli una pensione annua di 500 ducati. Nel 1512, inoltre, fu il re di Francia a confermare l'indipendenza della signoria da qualunque sovranità esterna.
Nel 1515 Luciano ottenne i diritti feudali sulla città di Mentone, detenuti dalla famiglia di Anne de Lascaris, contessa di Villars, il che gli consentì di mantenerla e di trasmetterla per i propri eredi nei domini monegaschi sino alla Rivoluzione francese.
Luciano fu inoltre responsabile dei numerosi lavori di restauro e di aggiunte che vennero applicate al Palazzo di Monaco, che aveva subito non pochi danni durante l'assedio genovese.
Papa Adriano VI visitò Monaco, durante il regno di Luciano, nel 1522.

### Morte
Il 22 agosto 1523 Luciano venne assassinato da suo nipote, Bartolomeo Doria di Dolceaqua, figlio della sorella di Luciano, Francesca Grimaldi in Doria, nel Palazzo di Monaco. Il suo corpo venne trascinato lungo le scale del palazzo e mostrato all'incredula folla, la quale inferocita cacciò i Doria da Monaco.
Si ritiene che Andrea Doria, il famoso ammiraglio e cugino di Bartolomeo, fosse stato messo a conoscenza dell'assassinio. La sua completa estraneità fu esito di speculazioni e falsificazioni, adducendo la scusa che egli si trovava quel giorno in porto con le proprie navi e che avesse ricevuto la notizia solo per mano di Bartolomeo.

## Commemorazione

Ritratto di Luciano I di Monaco sulla moneta commemorativa da 2 euro del Principato emessa nel 2012 per celebrare i 500 anni della sovranità

Monaco dedicò un francobollo in onore alla memoria di Luciano nel 1967 ed una moneta da 2 euro nel 2012.

## Discendenza
Luciano e Jeanne de Pontevès-Cabanes ebbero cinque figli
- Francesco (n. circa 1516; morto in gioventù)
- Claudina  (n. circa 1517)
- Lamberto (n. circa 1519; morto in gioventù)
- Ranieri  (n. circa 1521; morto in gioventù)
- Onorato  (1522 - 7 ottobre 1581)

## Ascendenza
|                                      |                      |                        | Genitori                   |  |  | Nonni |  |  | Bisnonni                          |  |  | Trisnonni                         |  |
|                                      |                      |                        |                            |  |  |       |  |  | Luca Grimaldi, signore di Antibes |  |  | Antonio Grimaldi, signore di Prat |  |
|                                      |                      |                        |                            |  |  |       |  |  | Luca Grimaldi, signore di Antibes |  |  | Antonio Grimaldi, signore di Prat |  |
|                                      |                      | Caterina Doria         |                            |  |  |       |  |  | Luca Grimaldi, signore di Antibes |  |  |                                   |  |
| Niccolò Grimaldi, signore di Antibes |                      |                        |                            |  |  |       |  |  | Luca Grimaldi, signore di Antibes |  |  |                                   |  |
|                                      |                      | Giovanna Grimaldi      | …                          |  |  |       |  |  |                                   |  |  |                                   |  |
|                                      |                      | Giovanna Grimaldi      | …                          |  |  |       |  |  |                                   |  |  |                                   |  |
|                                      |                      | Giovanna Grimaldi      | …                          |  |  |       |  |  |                                   |  |  |                                   |  |
| Lamberto Grimaldi                    |                      | Giovanna Grimaldi      |                            |  |  |       |  |  |                                   |  |  |                                   |  |
|                                      |                      | Giovanni Doria         | Enrichetto Doria           |  |  |       |  |  |                                   |  |  |                                   |  |
|                                      |                      | Giovanni Doria         | Enrichetto Doria           |  |  |       |  |  |                                   |  |  |                                   |  |
|                                      |                      | Giovanni Doria         | Andreola ?                 |  |  |       |  |  |                                   |  |  |                                   |  |
| Cesarina Doria                       |                      | Giovanni Doria         |                            |  |  |       |  |  |                                   |  |  |                                   |  |
|                                      |                      | Inglesina Doria        | Giovanni Doria             |  |  |       |  |  |                                   |  |  |                                   |  |
|                                      |                      | Inglesina Doria        | Giovanni Doria             |  |  |       |  |  |                                   |  |  |                                   |  |
|                                      |                      | Inglesina Doria        | Sescarina De' Mari         |  |  |       |  |  |                                   |  |  |                                   |  |
| Luciano I di Monaco                  |                      | Inglesina Doria        |                            |  |  |       |  |  |                                   |  |  |                                   |  |
|                                      | Giovanni I di Monaco | Ranieri II di Monaco   |                            |  |  |       |  |  |                                   |  |  |                                   |  |
|                                      | Giovanni I di Monaco | Ranieri II di Monaco   |                            |  |  |       |  |  |                                   |  |  |                                   |  |
|                                      | Giovanni I di Monaco | Isabella Asinari       |                            |  |  |       |  |  |                                   |  |  |                                   |  |
| Catalano di Monaco                   | Giovanni I di Monaco |                        |                            |  |  |       |  |  |                                   |  |  |                                   |  |
|                                      |                      | Pomellina Fregoso      | Pietro Fregoso             |  |  |       |  |  |                                   |  |  |                                   |  |
|                                      |                      | Pomellina Fregoso      | Pietro Fregoso             |  |  |       |  |  |                                   |  |  |                                   |  |
|                                      |                      | Pomellina Fregoso      | Benedetta Doria            |  |  |       |  |  |                                   |  |  |                                   |  |
| Claudina di Monaco                   |                      | Pomellina Fregoso      |                            |  |  |       |  |  |                                   |  |  |                                   |  |
|                                      |                      | Galotto I Del Carretto | Lazzarino II Del Carretto  |  |  |       |  |  |                                   |  |  |                                   |  |
|                                      |                      | Galotto I Del Carretto | Lazzarino II Del Carretto  |  |  |       |  |  |                                   |  |  |                                   |  |
|                                      |                      | Galotto I Del Carretto | Caterina Del Carretto      |  |  |       |  |  |                                   |  |  |                                   |  |
| Bianca Del Carretto                  |                      | Galotto I Del Carretto |                            |  |  |       |  |  |                                   |  |  |                                   |  |
|                                      |                      | Vannina Adorno         | Raffaele Adorno            |  |  |       |  |  |                                   |  |  |                                   |  |
|                                      |                      | Vannina Adorno         | Raffaele Adorno            |  |  |       |  |  |                                   |  |  |                                   |  |
|                                      |                      | Vannina Adorno         | Violante Giustiniani Longo |  |  |       |  |  |                                   |  |  |                                   |  |
|                                      |                      | Vannina Adorno         |                            |  |  |       |  |  |                                   |  |  |                                   |  |